# Добра (Голубац)
Добра је насеље у Србији у општини Голубац у Браничевском округу. Према попису из 2022. било је 359 становника.
Овде се налази Локалитет Салдум.
Село је било испод нивоа реке још и пре градње "Ђердапа", поплава 1910. је "однела пола села", а плављење је и касније било редовно. Црква је била издржала и ту велику поплаву и гранате из Првог светског рата, касније је била окићена ластиним гнездима и слепим мишевима.

## Демографија
У насељу Добра живи 555 пунолетних становника, а просечна старост становништва износи 44,2 година (41,9 код мушкараца и 46,3 код жена). У насељу има 264 домаћинства, а просечан број чланова по домаћинству је 2,57.
Ово насеље је великим делом насељено Србима (према попису из 2002. године), а у последња три пописа, примећен је пад у броју становника.
|  |

| Демографија | Демографија | Демографија |
| Година      | Становника  | Становника  |
| ----------- | ----------- | ----------- |
| 1948.       | 1.495       |             |
| 1953.       | 1.539       |             |
| 1961.       | 1.603       |             |
| 1971.       | 1.139       |             |
| 1981.       | 918         |             |
| 1991.       | 755         | 745         |
| 2002.       | 678         | 740         |
| 2011.       | 540         |             |

| Етнички састав према попису из 2002.‍ | Етнички састав према попису из 2002.‍ | Етнички састав према попису из 2002.‍ | Етнички састав према попису из 2002.‍ | Етнички састав према попису из 2002.‍ |
| ------------------------------------ | ------------------------------------ | ------------------------------------ | ------------------------------------ | ------------------------------------ |
|                                      |                                      |                                      |                                      |                                      |
| Срби                                 | Срби                                 |                                      | 665                                  | 98,08%                               |
| Румуни                               | Румуни                               |                                      | 2                                    | 0,29%                                |
| Мађари                               | Мађари                               |                                      | 1                                    | 0,14%                                |
| непознато                            | непознато                            |                                      | 2                                    | 0,29%                                |

| Година пописа     | 1948. | 1953. | 1961. | 1971. | 1981. | 1991. | 2002. |
| ----------------- | ----- | ----- | ----- | ----- | ----- | ----- | ----- |
| Број домаћинстава | 330   | 334   | 398   | 311   | 302   | 274   | 264   |

| Број чланова      | 1  | 2  | 3  | 4  | 5  | 6  | 7 | 8 | 9 | 10 и више | Просек |
| ----------------- | -- | -- | -- | -- | -- | -- | - | - | - | --------- | ------ |
| Број домаћинстава | 88 | 71 | 29 | 39 | 23 | 11 | 1 | 1 | 1 | 0         | 2,57   |

| Пол    | Укупно | Неожењен/Неудата | Ожењен/Удата | Удовац/Удовица | Разведен/Разведена | Непознато |
| ------ | ------ | ---------------- | ------------ | -------------- | ------------------ | --------- |
| Мушки  | 278    | 76               | 168          | 19             | 15                 | 0         |
| Женски | 299    | 31               | 167          | 89             | 12                 | 0         |
| УКУПНО | 577    | 107              | 335          | 108            | 27                 | 0         |

| Пол    | Укупно                    | Пољопривреда, лов и шумарство | Рибарство                            | Вађење руде и камена | Прерађивачка индустрија       |
| ------ | ------------------------- | ----------------------------- | ------------------------------------ | -------------------- | ----------------------------- |
| Мушки  | 118                       | 26                            | 0                                    | 1                    | 26                            |
| Женски | 82                        | 20                            | 0                                    | 0                    | 39                            |
| УКУПНО | 200                       | 46                            | 0                                    | 1                    | 65                            |
| Пол    | Производња и снабдевање   | Грађевинарство                | Трговина                             | Хотели и ресторани   | Саобраћај, складиштење и везе |
| Мушки  | 1                         | 13                            | 4                                    | 1                    | 20                            |
| Женски | 0                         | 0                             | 6                                    | 3                    | 3                             |
| УКУПНО | 1                         | 13                            | 10                                   | 4                    | 23                            |
| Пол    | Финансијско посредовање   | Некретнине                    | Државна управа и одбрана             | Образовање           | Здравствени и социјални рад   |
| Мушки  | 0                         | 1                             | 3                                    | 2                    | 1                             |
| Женски | 0                         | 0                             | 1                                    | 6                    | 1                             |
| УКУПНО | 0                         | 1                             | 4                                    | 8                    | 2                             |
| Пол    | Остале услужне активности | Приватна домаћинства          | Екстериторијалне организације и тела | Непознато            | Непознато                     |
| Мушки  | 9                         | 0                             | 0                                    | 10                   | 10                            |
| Женски | 1                         | 0                             | 0                                    | 2                    | 2                             |
| УКУПНО | 10                        | 0                             | 0                                    | 12                   | 12                            |